# Strada statale 388 del Tirso e del Mandrolisai

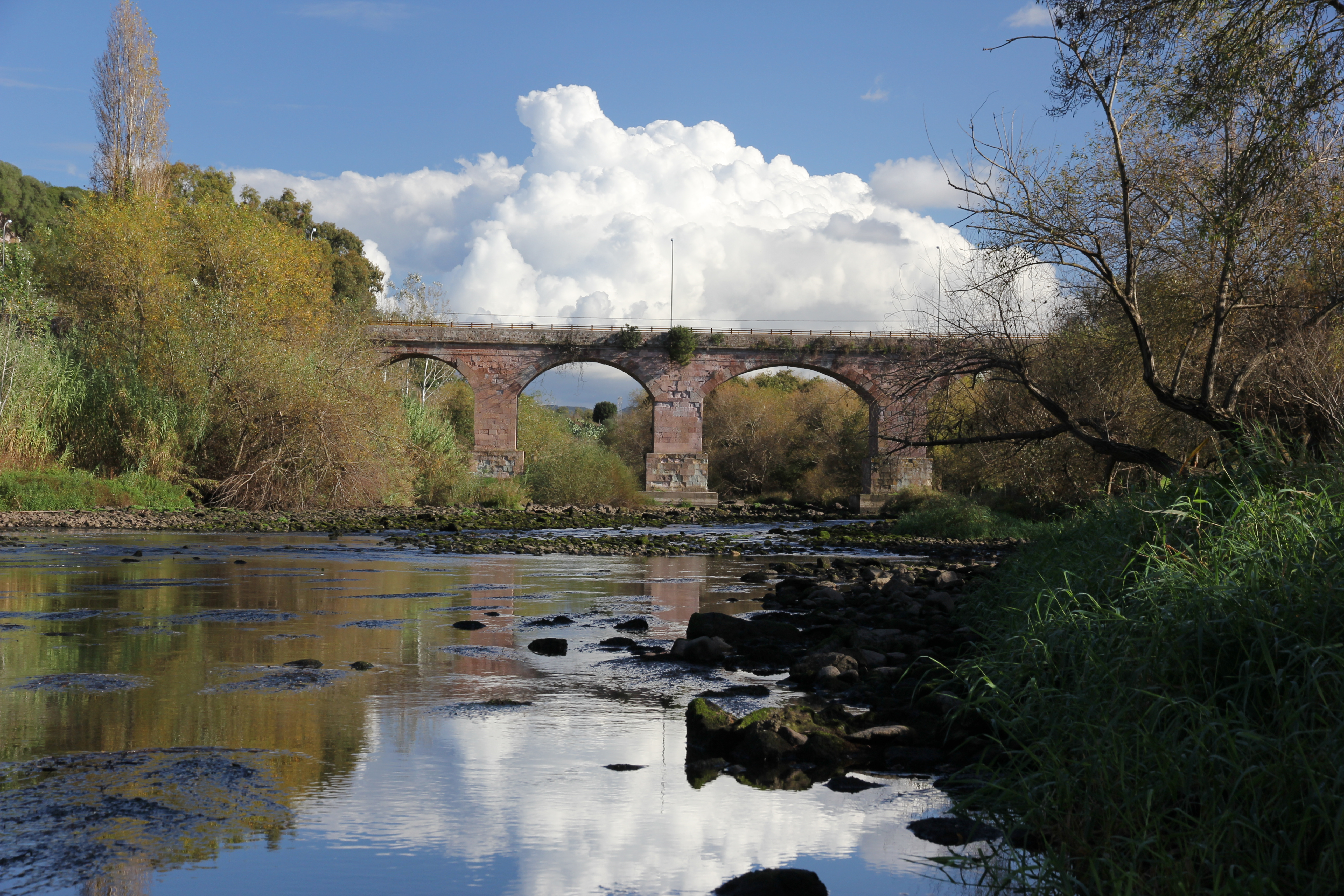
Ponte della 388 sul Tirso a Fordongianus

La strada statale 388 del Tirso e del Mandrolisai (SS 388) è una strada statale italiana che collega la maggiore viabilità sarda con le zone più interne quali il Barigadu e il Mandrolisai.

## Percorso
La strada ha inizio nel centro abitato di Oristano dal quale esce in direzione est incrociando dopo pochi chilometri la strada statale 131 Carlo Felice. Durante il suo primo tratto costeggia il fiume Tirso toccando località prossime al corso d'acqua come Simaxis, Ollastra, Villanova Truschedu e Fordongianus.
Il percorso devia quindi nettamente verso est all'altezza di Busachi, entrando quindi nella provincia nuorese dove tocca Ortueri per innestarsi infine sulla strada statale 128 Centrale Sarda nei pressi di ponte Tittiri, nel comune di Sorgono.
I primi 3,800 km (da Oristano alla frazione di Silì) sono stati consegnati alla provincia di Oristano che li ha classificati come SP 55.
È particolarmente apprezzata dai mototuristi, in virtù delle innumerevoli curve e dei paesaggi spettacolari che attraversa.